# IKONOS
O IKONOSTM é um satélite de observação terrestre comercial. Foi o primeiro a obter imagens disponibilizadas ao público com resolução 1 a 4 metros por pixel. Permite a obtenção de imagens multiespectrais e pancromáticas. As imagens do Ikonos começaram a ser vendidas em 1 de Janeiro de 2000 pela empresa Space Imaging e atualmente pelas empresas GeoEye e ORBTEC.

## História
O nome Ikonos corresponde à palavra grega para "imagem". O lançamento do Ikonos-1 estava previsto para 1999 mas falhou. O Ikonos-2 deveria ter sido lançado em 2000, mas foi rebaptizado com o nome IKONOS sendo lançado em 24 de Setembro de 1999 desde a Base da Força Aérea de Vandenberg, na Califórnia.

## Especificações

### Órbita
O IKONOS tem uma órbita polar, circular heliossíncrona a 681 km de altitude. Ambos os sensores a bordo podem abranger uma faixa com 11 km de largura.